# Giả Bình Ao
Giả Bình Ao (chữ Hán: 賈平凹, bính âm: jiă píng wa; sinh ngày 21 tháng 2 năm 1953) là một nhà văn đặc sắc đương đại của Trung Quốc, là trưởng khoa Nhân văn học Đại học Kiến trúc và Công nghệ Tây An, từ 2016 là phó chủ tịch Hội Nhà văn Trung Quốc.

## Tiểu sử
Giả Bình Ao sinh trong một gia đình tại Đan Phượng, Thiểm Tây, Trung Quốc. Ông đã từng học khoa văn của Trường Đại học Tổng hợp Tây Bắc Trung Quốc. Ông chính thức bắt đầu sự nghiệp viết văn vào năm 1973 với tác phẩm đầu tay là truyện ngắn "Đôi tất". Sau đó, vào năm 1978, ông đã thành danh khi truyện ngắn "Mãn nguyệt nhi" (Trăng tròn) được trao giải truyện ngắn ưu tú toàn quốc. Từ đó trở đi, suốt những năm 80 và sang những năm 90, tiểu thuyết của ông thường được đánh giá có chất lượng cao hơn mặt bằng sáng tác nói chung. Ở Trung Quốc, số nhà văn giữ nguyên được tầm cỡ trong một thời gian dài như vậy là rất ít.
Giả Bình Ao là một nhà văn tinh thông về văn hóa truyền thống Trung Hoa, bên cạnh đó, ở tác phẩm của ông, người ta còn nhận ra sự hiểu biết và nắm vững hơn người về nghệ thuật và văn minh hiện đại.
Hành trình sáng tác của Giả Bình Ao chi thành hai chặng rõ rệt: từ tác phẩm đầu tay đến hết những năm 80 và từ đầu những năm 90 đến nay. Hầu hết các tác phẩm của ông trước đây viết về đề tài làng quê nông thôn, xoay quanh chủ đề cải cách xã hội nông thôn, các phong tục dân gian. Nhưng khi Giả Bình Ao ở tuổi gần ngũ tuần, các tác phẩm của ông lại chuyển sang đề tài tình yêu trong xã hội và cuộc sống hiện đại, đặc biệt là các tiểu thuyết. Các truyện ngắn ông viết ở giai đoạn này mang đậm triết lý cổ, trong đó có triết lý đạo thiền.
Giả Bình Wa còn có một sở trường là viết tản văn. Trung Quốc gọi tản văn là để phân biệt với vận văn và biên văn. Những bài viết không phải thơ, từ, ca, phú, khúc, v.v... thì đều gọi là tản văn. Nhưng ngày nay, tản văn mọi người ưa đọc, ưa viết có phạm vi hẹp hơn nhiều, thông thường chỉ loại mỹ văn, tiếng Trung Quốc gọi là "nhứ ngữ tản văn" (tản văn thủ thỉ tâm tình). "Ngõ ngũ vị" là một tản văn được coi là bài mỹ văn xuất sắc tiêu biểu cho thể "tản văn Bình Wa". Những bài tản văn của ông mang đậm nét văn xuôi truyền thống và đầy tính triết lý phương Đông. Trong thời kỳ văn học mới kể từ năm 1977, tản văn của Giả Bình Wa được xếp ngang hàng với tản văn của những bậc tiền bối như Ba Kim, Tôn Lê, Tông Phác...và với những người cùng lứa như Trương Khiết, Vương Anh Kỳ, Trương Thừa Chí, Sử Thiết Sinh, Dư Thu Vũ.
Nhìn chung, Giả Bình Wa là nhà văn có tình cảm sâu nặng với quê hương, mọi tác phẩm của ông đều có tình cảm bắt rễ sâu ở mảnh đất và đất nước nơi ông sinh sống. Qua cuộc sống của các nhân vật trong tác phẩm, bao giờ người đọc cũng bắt gặp nét đẹp truyền thống Trung Hoa cùng phương thức truyền thống biểu đạt nét đẹp đó.

## Tác phẩm chính

### Tản văn
- Ngũ thập đại thoại.
- Ngõ ngũ vị
- Ham đọc sách.
- Một nhà văn.
- Cả cười.

### Truyện ngắn
- Mãn nguyệt nhi
- Thiên cẩu
- Niềm vui trong nỗi khổ.
- Cao lão trang

### Tiểu thuyết
- Thương Châu
- Phù táo (Nóng vội).
- Cuộc tình.
- Trăng tròn.
- Phế đô (Đô thành hoang phế).
- Bạch dạ (Đêm trắng).
- Thổ môn (Cửa đất).
- A Cát.
- Bệnh nhân.
- Thợ săn.
- Những câu truyện nghe được.
- Hoài niệm sói.

## Giải thưởng
- Năm 1978, tiểu thuyết "Trăng tròn" của ông đoạt giải tiểu thuyết ngắn ưu tú toàn quốc và gây được tiếng vang trên văn đàn Trung quốc.
- Ngoài các giải thưởng trong nước, Giả Bình Wa còn đoạt các giải thưởng văn học của Mỹ vào năm 1984 và của Pháp năm 1997.